# Bistorta sherei
Bistorta sherei är en slideväxtart som beskrevs av H. Ohba & S. Akiyama. Bistorta sherei ingår i släktet ormrötter, och familjen slideväxter. Inga underarter finns listade i Catalogue of Life.